# آندره رویو
آندره رویو (به انگلیسی: Andre Royo) (زاده ۱۸ ژوئیه ۱۹۶۸) بازیگر آمریکایی است.
از فیلم‌های معروف او می‌توان به بازی در کارمزدها، ۲۱ و یک بیداری و شفت اشاره کرد.